# Микола Лисенко
Микола Виталиевич Лисенко (укр. Мико́ла Віта́лійович Ли́сенко; Хринки, 22. март 1842 — Кијев, 6. новембар 1912) био је украјински композитор, пијаниста, диригент, педагог, музиколог и етномузиколог.
Најпознатија Лисенкова дела укључују музику химни Молитва за Украјину и Вечни револуционар, које је К. Стетсенко извео за време Злука, опере Тарас Буљба, Наталка Полтавка и друге. Лисенко је створио бројне аранжмане народне музике за глас и клавир, за хор и мешовиту композицију, а написао је и велики број дела по стихивима Тараса Шевченка .

## Биографија
Лисенко је рођен у селу Хринки, округ Кременчук, провинција Полтава, у породици племића Виталија Романовича Лисенка (укр. Віталій Романович Лисенко), пуковника. Лисенков отац је био високо образован човек и у кући је говорио украјински. Мајка, Олга Еремијевна, потицала је из породице полтавских власника Лутсенко и из козачког клана Булиубаш. Школовала се у Институту за племените девојке у Санкт Петербургу, говорила је готово искључиво француски језик и на то је присиљавала све чланове породице.
Лисенко је од раног детињства одрастао у традиционалном украјинском духу свог оца Виталија Романовича Лисенка, а рано се почео занимати за традиционалну украјинску народну музику и песме украјинског писца Тараса Шевченка, које је високо ценио као личност изразито родољубивог погледа.
Током школовања на Кијевском универзитету Лисенко се посветио писању збирке украјинских народних песама, које су касније објављене у седам наставака. Један од кључних подстицаја за стварање ових традиционалних музичких остварења био је кобзар Остап Микитович Вересај, по којем је касније добио име Лисенков син. Лисенко је аутор низа познатих украјинских музичких комада, а можда је најпознатија украјинска духовна химна: „ Молитва за Украјину “ или композиција „Бог, Велики, Једини“.
Лисенко је у почетку био студент биологије на Харковском универзитету, а истовремено је похађао приватне часове музике. Са стипендијом коју је добио од Руског музичког друштва, наставио је даље професионалне студије музике на Конзерваторијуму у Лајпцигу, где је први пут озбиљно схватио важност стварања оригиналне украјинске музике која би могла да одговара оној са Запада. Схватио је важност прикупљања, развијања и стварања украјинске музике, а не да копира рад западних класичних композитора.
По повратку у Кијев наставио је са стварањем украјинских тематских композиција. Његов украински приступ композицији није подржало Руско царско музичко друштво, које је промовисало велико руско културно присуство у Украјини. Као резултат тога, Лисенко је раскинуо свој однос са њима, никада не компонујући ниједну музику са текстом на руском језику, нити је дозволио било који превод његових дела на руски језик. Једна од препрека Лисенку био је указ који је забранио употребу украјинског језика у штампаном облику. Лисенко је морао да објави неке од својих партитура у иностранству, док је извођење његове музике морао да одобри царски цензор.
Да би побољшао своје оркестрацијске и композицијске вештине, млади Лисенко је отпутовао у Санкт Петербург где је средином 1870-их узимао часове оркестрације код Николаја Римског-Корсакова, али његово украјинско порекло и презир према великој руској аутократији ометали су његову каријеру.
Од 1880. године почиње период интензивног компонирања. М. Лисенко започиње рад на свом најистакнутијем делу - опери „Тарас Буљба“ (либрето М. Старитскија према роману Тарас Буљба Николаја Гогоља), која ће бити завршена за само десет година. Композитор Петар Иљич Чајковски је био одушевљен Лисенковом опером Тарас Буљба те га је позвао да исто дело представи у Москви. Лисенко је одбио добронамерни позив Чајковског јер се опера према политичком наређењу требала извести на руском језику, а не на украјинском како је аутор предвидео што је спречило је да представа буде изведена у Москви.
Подржао је револуцију 1905. и био је кратко у затвору 1907. Године 1908. био је шеф украјинског клуба, удружења украјинских националних јавних личности у Кијеву.
У својим каснијим годинама Лисенко је отворио је фонд за прикупљање средства за отварање украјинске Музичке школе. Лисенкова кћерка Маријана следила је очеве кораке као пијаниста, а његов син Остап је предавао музику у Кијеву. Његова смрт је оплакивана широм Украјине.

## Наслеђе
- 14. септембра 1913. у част сећања на М. Лисенка у Полтави поводом прве годишњице његове смрти полтавска заједница објавила је биографију композитора (В. Будинетс "Сјајна музика Николе Лисенка" (издање Украјинске књижаре Полтава, 1913).[тражи се извор]
- Водеће уметнички институције Украјине, попут Лавовске националне музичке академије (1903), Харковске академске опере (1944), Колумне дворане Националне филхармоније (1962), Специјализоване музичке школе у Кијеву (1944), Потавске музичке школе добиле су име по Миколи Лисенку је.
- Водећи коморни састав - гудачки квартет носи име Лисенко.
- 29. децембра 1965. године откривен је споменик Николи Лисенку у близини Националне опере Украјине на Позоришном тргу. Вајар ОО Ковалев, архитекта ВГ Гнездилов .
- Споменик је подигнут у домовини композитора, у селу Хринки .
- Године 1986. у филмском студију О. Довзхенко режисер Тимотхи Левцхук снимио је историјски и биографски филм „И у звукове памћења ће реаговати ...“, који приказује странице из живота Николе Лисенка. ФМ Стригун одиграо је улогу композитора у филму.
- У 1992. Украјинска пошта објавио поштанску марку и уметнички коверат са оригиналним печатом посвећеном 150. годишњици рођења Лисенка.
- У 2002. години на 160. годишњице композитора Народне банке Украјине издао спомен новчић у апоенима од 2 УАХ. На предњој страни новчића приказан је музички одломак из композиције Молитва за Украјину (1885), на полеђини портрет М. Лисенка.
- Украјинским музичарима се сваке године додељује награда Микола Лисенко.
- Међународно музичко такмичење Микола Лисенко одржава се периодично у Кијеву .
- Улице у Кијеву и Лавову добиле си име по Лисенку.

- Комеморативни новчић у част Лисенка
- Обиљежавање годишњице, објављено у знак обиљежавања 150. годишњице рођења композитора
- Поштанска марка на уметничкој коверти посвећеној 150 годишњици рођења композитора

## Музичко стваралаштво

### Вокална музика
Лисенко је написао 133 уметничке песме од којих су многе на стихове Тараса Шевченка, Лесије Украјинке, Ивана Франка, Хајнриха Хајнеа, Александра Олеса, Адама Мицкиевича и других. Такође је приредио око 500 народних песама за глас и клавир, хор и клавир, или камерни састав.
Лисенко је написао и три канте за хор и оркестар, а све на стихове Тараса Шевченка: Радуј се, непромочено поље, Бука брзака, У вечну успомену Котлиаревском.

### Oпере
- "Андрасхиада" (либрето М. Старитски и М. Драхоманов, 1866-77),
- „Чорноморети” (либрето М. Старитски, према драми И. Кукхаренка, 1872),
- „Божићна ноћ“ (либрето М. Старитски из приче М. Гогола, 1874),
- „Утопљен“ (либрето М. Старитскија по причи М. Гогола „Мајске ноћи“, 1883),
- "Наталка Полтавка" (игра И. Котљаревског, вокалне нумере аранжирао М. Лисенко, 1889),
- „Тарас Буљба” (либрето М. Старитски, заснована на причи М. Гогола, 1890),
- „Вештица” (текст Л. Иановскаиа, 1901, недовршен),
- „Сапфо” (либрето Л. Старитскаиа-Цхерниакхивска, 1896-1904),
- "Аенеид" (либретто М. Садовски Котлиаревскии, 1910)
- „Ноктурно Опера-Минут” (либрето Л. Старитскаиа-Цхерниакхивска, 1912),

### Дечије опере (прве у украјинској музици)
- „Коза Дерез” (1888),
- „Господин Котски” (1891),
- „Зима и пролеће”, или „Снежна краљица”, 1892. - на либрету Дњепрске чајке (Л. Василевскаиа);

### Оперете
- Црно море (1872)

### Клавирски опус
Лисенкова већа дела за клавир укључују украјинску свиту у облику древних плесова, две рапсодије Думка сумња је једно од његових најпознатијих дела и Херојски шерзо и Соната у молу. Написао је и десетине мањих дела попут ноктурна, полонеза, песама без речи, програмских дела. Нека од његових клавирских дела показују утицај стила Фредерика Шопена. Лисенкова камерна музика обухвата гудачки квартет, трио две виолине и виола и неколико дела за виолину и клавир.
- Украјинска свита у облику древних плесова (1867—1869),
- Концерт Полонеза (1875),
- 2 рапсодије на украјинску народну тему (1875, 1877),
- Соната (1875),
- Баркарола (1873),
- Раздвајање (валцер),
- Рондо, ноцтурне, мазурка, полонеза, скерцо, валцери, маршеви, песме, игре и др .,
- транскрипција,

### Уметничка дела на стихове Тараса Шевченка
Циклус "Музика Кобзара" (1868-1901) који обухвата више од 80 различитих вокалних жанрова, од песама до детаљних музичких и драмских сцена.

### Музиколошке студије
Лисенко је направио прве музичко етнографске студије о слепом кобзару Остапу Вересаију објавио је 1873-4; и најбоље су те врсте. У овом раду, Лисенко је показао начин на који се украјински мелодијски материјал разликује од руских аналога, јединственом употребом и приступом хроматизму (нешто што је цензурирано у совјетским издањима његових чланака).
Лисенко је наставио да истражује и записује репертоар других кобзара из других региона, попут Опанас Сластион из Полтаве и Павло Братитсиа из Чернишива. Такође је детаљно проучио остале украјинске народне инструменте, попут торбана. Његова збирка есеја о украјинским народним инструментима чини га зачетником украјинске органологије и једним од првих органолога у Руском царству.
- Карактеризација музичких карактеристика украјинских народних песама и песаме у изведби кобзара Остапа Вересаја (1873)
- О турбану и музици Видортових песама (1892)
- Народни музички инструменти у Украјини (1894)